# Bückling

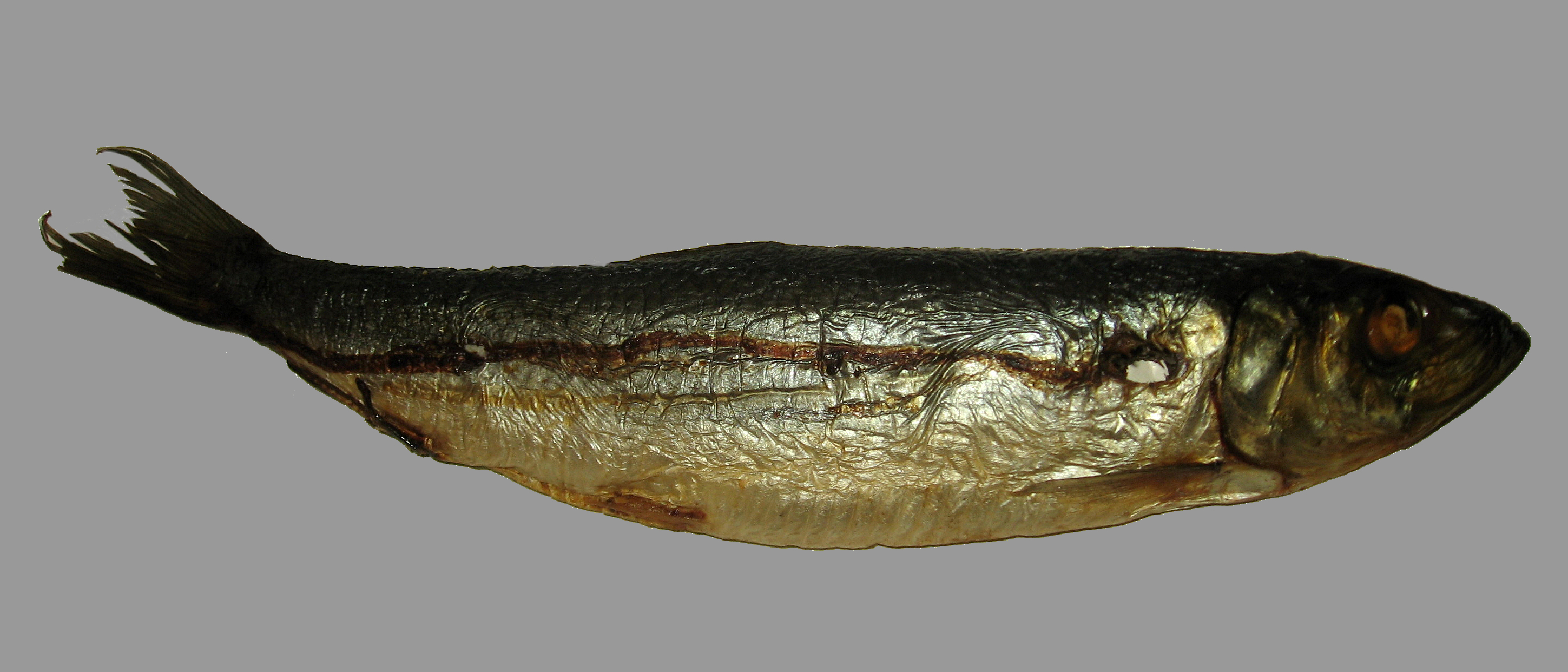
Ein Bückling (hier mit „Loch“ von der Heißräucherungs-Art mit seitlich aufgespießten Fischen)

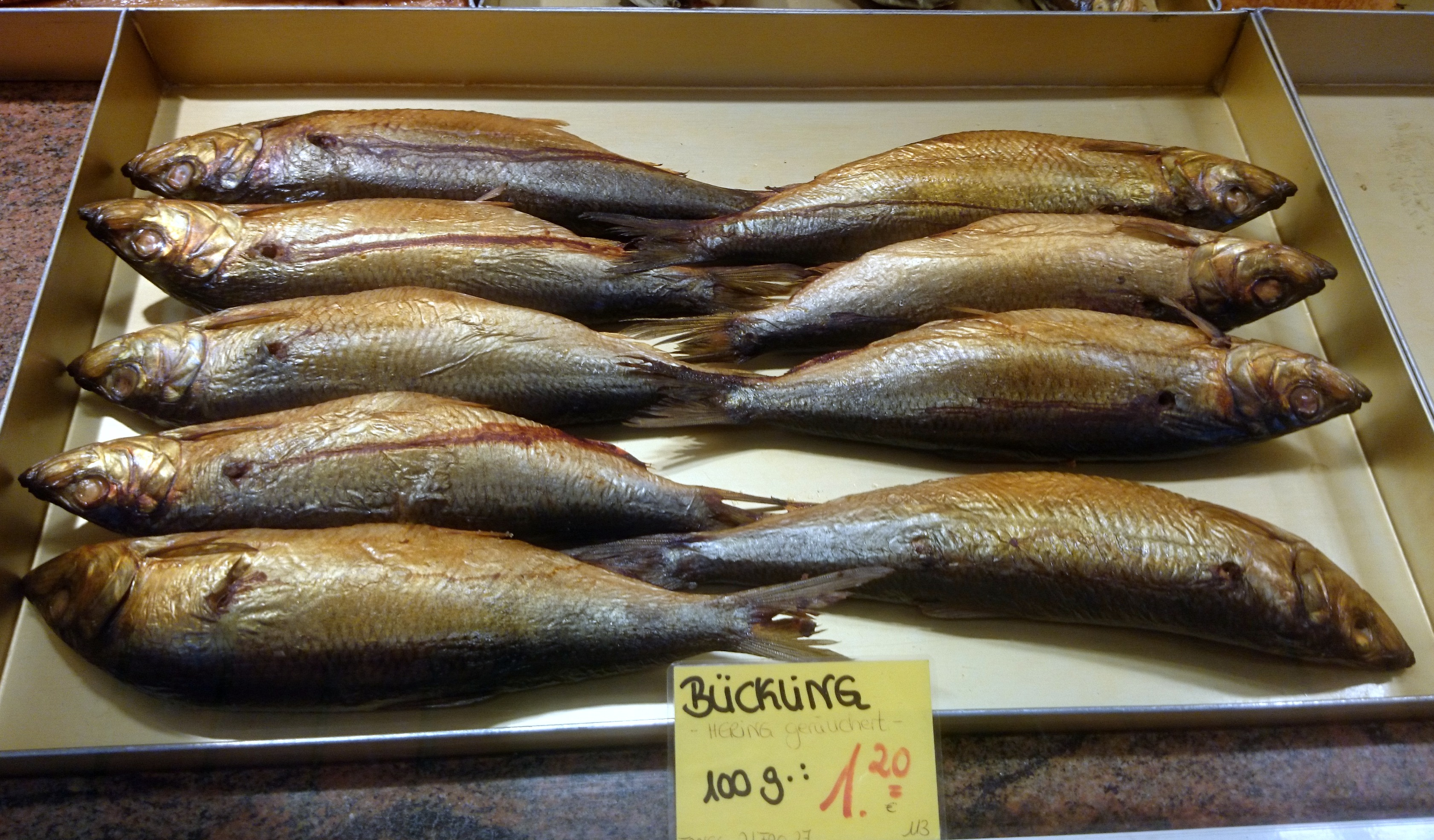
Bücklinge im Angebot

Als Bückling (auch Bücking oder Pökling) bezeichnet man geräucherten Hering mit Kopf. Das Salzen und Ausnehmen des Fisches ist optional. Der Name leitet sich vom niederdeutschen Begriff bückinc, ursprünglich zu Bok ab. Dies bezieht sich auf den strengen Geruch des Fischs beim Verzehr. Neben Deutschland wird er auch in Dänemark und dem Vereinigten Königreich hergestellt.
Früher war die Zubereitung ganzer Fischkörper üblich. Diese als „runde Ware“ bezeichneten Räucherfische enthalten insbesondere den gefragten Rogen des Herings. Da die Innereien (Rogen, Magen, Darm und Milch) von Nematoden befallen sein können, ist seit 1987 der Verkauf nur mit dem Zusatz „könnte Nematoden enthalten“ in Deutschland gestattet. Traditionell wird der Fang im Hochsommer für die Zubereitung verwendet, der sich an die Fangzeiten des Matjesherings anschloss. Aktuell wird der Fang entsprechend der Saison von Februar bis November unter Beachtung der gesetzlichen Schonzeiten verwendet. Bücklinge sind aber ganzjährig im Angebot des Fischhandels, da dafür auch gefrorener Frischfisch verwendet wird.

## Varianten
- Kleinbückling oder Kleinstbückling: Verwendung von kleineren unausgenommenen Heringen
- Delikatessbückling oder Kipper: ausgenommene Heringe ohne Kopf (siehe auch Kipper für die kaltgeräucherte britische Variante)
- Bücklingsfilet: heiß geräuchertes Heringsfilet

Ebenso bezeichnet man kaltgeräucherte Fischerzeugnisse aus Hering umgangssprachlich als Bückling:
- Heringsbückling oder Lachsbückling: ausgenommene Salzheringe
- Räucherhering oder Lachshering: gekehlte oder ungekehlte ganze Salzheringe[4]